# Mes vœux
Pour les articles homonymes, voir Vœux.
Mes vœux est une installation artistique réalisée par Annette Messager en 1989. Il s'agit d'une série de 263 épreuves photographiques en noir et blanc  représentant des détails de corps d'hommes et de femmes et suspendues de façon à former un cercle. Elle est conservée au musée national d'Art moderne, à Paris.